# Károly Tóth

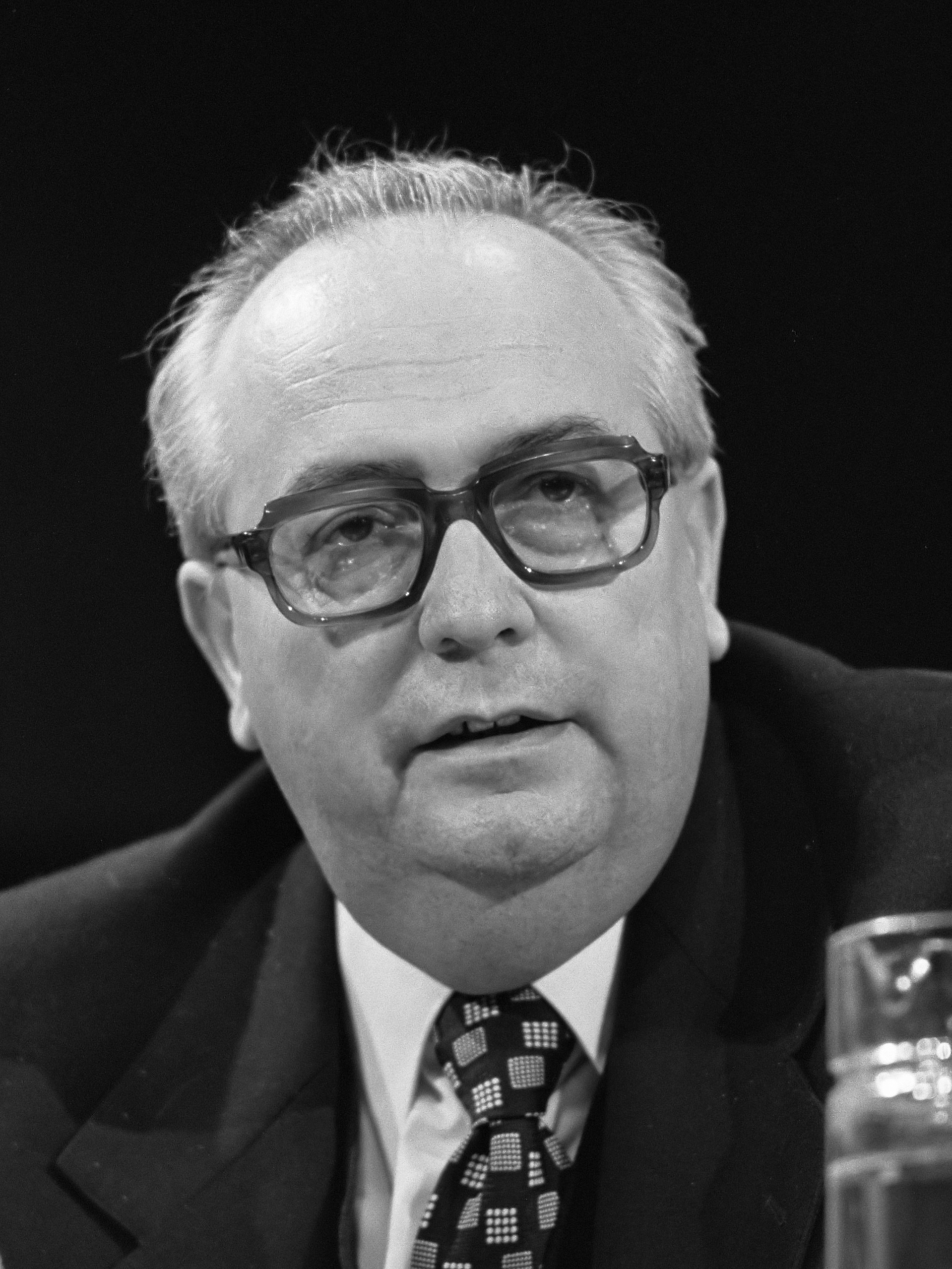
Károly Tóth (1981)

Károly Tóth (* 3. April 1931 in Győrszemere im Bezirk Sokoróalja, Königreich Ungarn; † 16. Juni 2014) war ein ungarischer reformierter Bischof, Vizepräsident des Reformierten Weltbunds (RWB) und Präsident der Christlichen Friedenskonferenz (CFK).

## Leben
Tóth studierte evangelische Theologie an der Reformierten Theologischen Akademie in Budapest und an der Kalvinistischen Theologischen Fakultät in Montpellier (Frankreich) und wurde 1956 Pastor der Reformierten Kirche in Ungarn. Ende der 1950er Jahre fand er Anschluss an die Christliche Friedenskonferenz, an der er 1959 erstmals teilnahm. Auf der I. Allchristlichen Friedensversammlung 1961 in Prag vertrat er als Sekretär des Ökumenischen Rates der Kirchen in Ungarn den Protestantismus des Landes. Im Jahre 1966 wurde er zum Doktor der Theologie und 1978 zum Doktor der Philosophie (PhD) promoviert. Im Jahr 1971 wurde er auf der IV. ACFV zum Generalsekretär der CFK gewählt, ein Amt, das er bis 1978 ausübte. Danach wurde er zum Präsidenten der CFK gewählt. Seit 1977 war er auch der Bischof des Donau-Distrikts seiner Kirche, bis er sein Kirchenamt 1991 aufgegeben hat. Etwa gleichzeitig (1977–1988) war er Vizepräsident des Reformierten Weltbunds (RWB). In den 1980er Jahren gehörte er auch dem Zentral- und dem Exekutivausschuss des Ökumenischen Rates der Kirchen sowie der Kommission der Kirchen für internationale Angelegenheiten (CCIA) in Genf an. Als Präsident der Internationalen CFK und vertrat diese Organisation bis zu seinem Rücktritt 1990.
In den Jahren 1991 bis 1994 hielt er Theologische Vorlesungen in Princeton und Atlanta (USA) als Gastprofessor. Nach den Revolutionen im Jahr 1989 war Károly Tóth eine umstrittene Person geworden und wurde von verschiedenen Seiten angefeindet. Mit privaten und kirchlichen Mitteln aus dem Ausland baute er das Ökumenische Studienzentrum in Budapest auf, das er als Präsident leitete. Die Arbeit dieses Zentrums führte auch zu einer Rehabilitierung in Ungarn. Die Festschrift zum 75. Geburtstag von Károly Tóth mit 28 Beiträgen in fünf Sprachen (ungarisch, deutsch, englisch, französisch, russisch) aus verschiedenen Ländern wurde von der neuen Führung der Ungarischen Reformierten Kirche herausgegeben mit einer Einleitung durch die neue Kirchenführung.
Der Geistliche suchte nach den politischen Veränderungen in Europa nach 1990 neue Wirkungsmöglichkeiten. So arbeitete er an der protestantischen Zeitschrift Berliner Dialog mit, in deren Wissenschaftlichen Beirat er berufen wurde. Als Publizist trat er wieder vermehrt in Erscheinung. Seine theologische Aufsätze und Schriften sind in Mehrheit in ungarischer Sprache erschienen, besonders in den drei Bänden: 1. Gute Nachricht – Friedensbotschaft (1981); 2. Wurzeln und Perspektive (1985); 3. In der Vergangenheit für die Zukunft (2001).

## Publikationen
- Equal before God. Essays on Anti-Racism. 1980
- Living as a Christian in Today’s World. 1981
- T.P. emlékezete [Das Vermächtnis des TÖRÖK, Pál (Paul)], (in: Confessio VIII (1984, 1-38-46))
- Christian Involvement in Promotion of Liberation, Peace and Justice. 1985
- Asian Christian Peace Conference. 1986
- A Reorientation to Peace. Selected Addresses and Writings. Delhi: Indian Society for the Promotion of Christian Knowledge (ISPCK) 1985

### Als Herausgeber
- Seven Years of the Christian Peace Conference. Christliche Friedenskonferenz, Budapest 1979
- Frieden und Gerechtigkeit. Ein ökumenisches Gebot für Christen und Kirchen. Beitrag der CFK für die Fünfte Vollversammlung des Ökumenischen Rates der Kirchen in Nairobi 1975. Budapest o. J., ISBN 963-7030-11-5